# Zorkóczy Gyula
Zorkóczy Gyula (Nagyrőce, 1873. május 20. – Budapest, Terézváros, 1932. június 29.) festő, középiskolai tanár.

## Pályafutása
Zorkóczy József és Polák Juliánna fiaként született. Művészeti tanulmányait a Mintarajziskolában végezte 1892-től, ahol 1896-ban rajztanári oklevelet szerzett. Mestere Székely Bertalan volt. Később rajztanárként is dolgozott. 1907-től a Műcsarnokban és a Nemzeti Szalonban állította ki naturalista tájképeit. 1927. július 21-én Budapesten, az V. kerületben házasságot kötött a nála 14 évvel fiatalabb Lesták Katalinnal, Lesták Julianna lányával. Halálát bélhűdés okozta. Felesége 40 évvel élte túl, 1972. augusztus 27-én hunyt el.